# 도냐 플로르 이 수스 도스 마리도스
《도냐 플로르 이 수스 마리도스》(스페인어: Doña Flor y sus dos maridos)은 2019년 방영된 멕시코의 텔레노벨라이다.